# Comic Shop News
Comic Shop News (também chamado CSN) é um jornal semanal distribuído por lojas especializadas em revistas em quadrinhos. Foi lançado em 1987 por Cliff Biggers e Ward Batty, ambos continuam a editá-lo hoje.

## História
Em 1982, Biggers e Batty tornaram-se co-proprietários de uma loja de quadrinhos, em Marietta, Geórgia, Dr. No's, para qual Biggers começou a escrever um jornal, The Doctor Knows. Percebendo que havia um mercado, eles começaram o Comic Shop News. Na época, DC, Marvel e outras editoras estavam vendendo os seus próprios boletins em molhos para lojas de quadrinhos. Usando essa técnica de distribuição, o CSN é vendido em pacotes de lojas de quadrinhos que distribuem gratuitamente para os clientes como uma ferramenta de vendas e de recompensar visitas semanais.
O CSN cresceu para se tornar o semanário de maior circulação na indústria de quadrinhos, e ainda continua como uma publicação semanal com mais de 1.400 edições publicadas até à data e mais de 130 milhões de cópias vendidas. CSN está disponível em mais de 400 lojas de quadrinhos em todo o mundo, mas principalmente na América do Norte. CSN era originalmente quatro páginas em preto-e-branco, mas se expandiu para oito páginas a cores.
Enquanto o CSN é principalmente uma fonte de notícias, alguns conteúdos de quadrinhos originais também tem sido destaque. Além das tiras de Batman, Teenage Mutant Ninja Turtles e os atualmente em execução Spider-Man, Brian Michael Bendis e Michael Avon Oeming, artistas de quadrinhos de longa duração, Powers foi inicialmente prevista em uma série de tiras originais. As oito tiras foram coloridos e letras por Bendis (antes inicial colorista/o letrista Pat Garrahy envolveu-se) e complementou a próxima série como um complemento em forma de tira de jornal. As tiras foram coletados nos Powers: The Definitive Hardcover Collection vol. 1.
Uma versão falsa da Comic Shop News foi destaque nos créditos de abertura do filme Chasing Amy.